# Catedral de Sant Miquel d'Alba Iulia
Catedral de Sant Miquel (en romanès: Catedrala Sfântul Mihail, hongarès: Gyulafehérvári Szent Mihály érseki székesegyház) és la catedral catòlica romana de l'arxidiòcesi catòlica d'Alba Iulia, Romania, i la catedral més antiga i la més gran del país.

## Història
La diòcesi de Gyulafehérvár va ser fundada per Esteve I d'Hongria el 1009. La construcció de la primera catedral es va iniciar en aquella època, tot i que només es va acabar a finals del segle, sota el govern de Ladislau I. Durant el mateix període, cap a finals del segle XI van començar a construir la segona catedral. Les naus transversals i la primera part del santuari de l'actual catedral van ser construïdes en estil romànic. Durant la invasió mongola de 1241, l'església va ser destruïda. A mitjan segle xiii la catedral es va reconstruir sobre l'antiga fundació, a l'estil transitori entre el romànic i el gòtic. Poc després, el 1277, els saxons van saquejar la catedral i la van incendiar.
Al segle xv, l'edifici fou reconstruït. El 1439, va tornar a ser danyat després d'una invasió turca durant les guerres otomano-hongareses. L'arquebisbe d'Esztergom i el regent-governador d'Hongria, Joan Hunyadi, van contribuir a la reconstrucció; aquest va ser el moment en què aquest va triar la catedral de Gyulafehérvár com a lloc d'enterrament. Durant la primera part del segle xvi, es va millorar l'edifici i se li van afegir altres parts. El 1601, durant la invasió valaca dirigida per Miquel el Valent, la catedral va ser saquejada, fins i tot les tombes dels Hunyadi van ser danyades. El 1603, l'exèrcit dels Habsburg, dirigit per Giorgio Basta, va assetjar l'edifici. El 1658, durant la següent invasió dels otomans, la catedral fou novament malmesa.

## Enterraments
Una llista de persones enterrades aquí:
- Joan Hunyadi, regent-governador (1446-1453) del Regne d'Hongria[1]
- La reina Isabel, l'esposa de Joan Zápolya
- Joan II Sigismund Zápolya, rei d'Hongria de 1540 a 1570 i príncep de Transsilvània de 1570 a 1571
- El cardenal Andreu Báthory, príncep bisbe de Warmia i príncep de Transsilvània el 1599
- Áron Márton (1896-1980), bisbe catòlic romà, Just entre les nacions

## Galeria

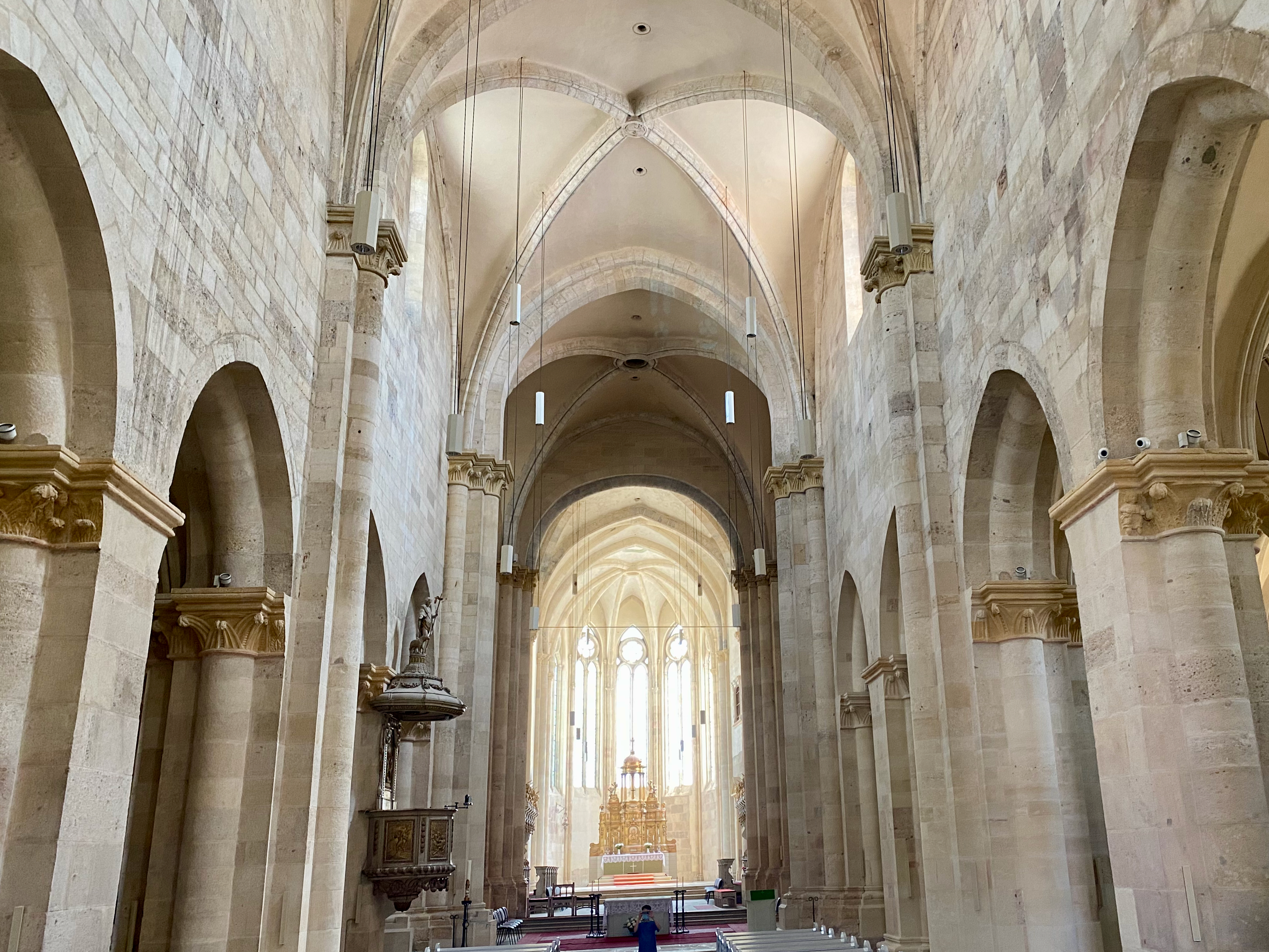
Interior
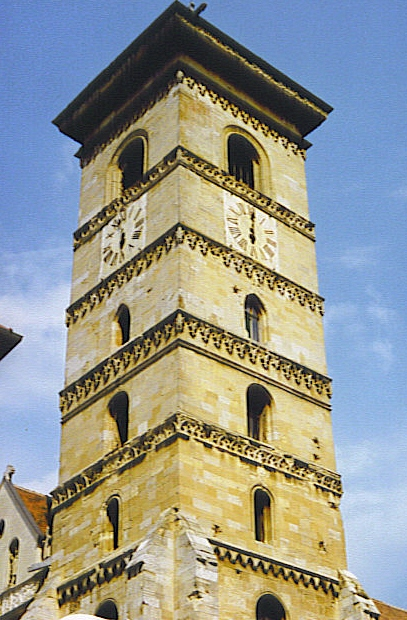
Torre
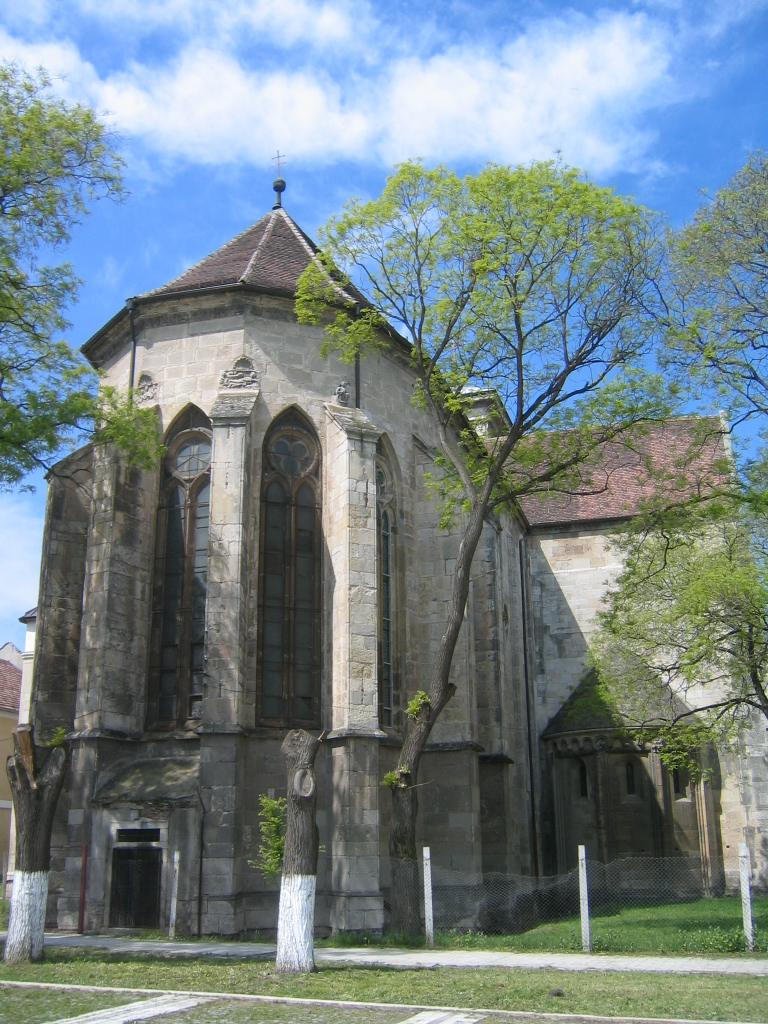
Absis
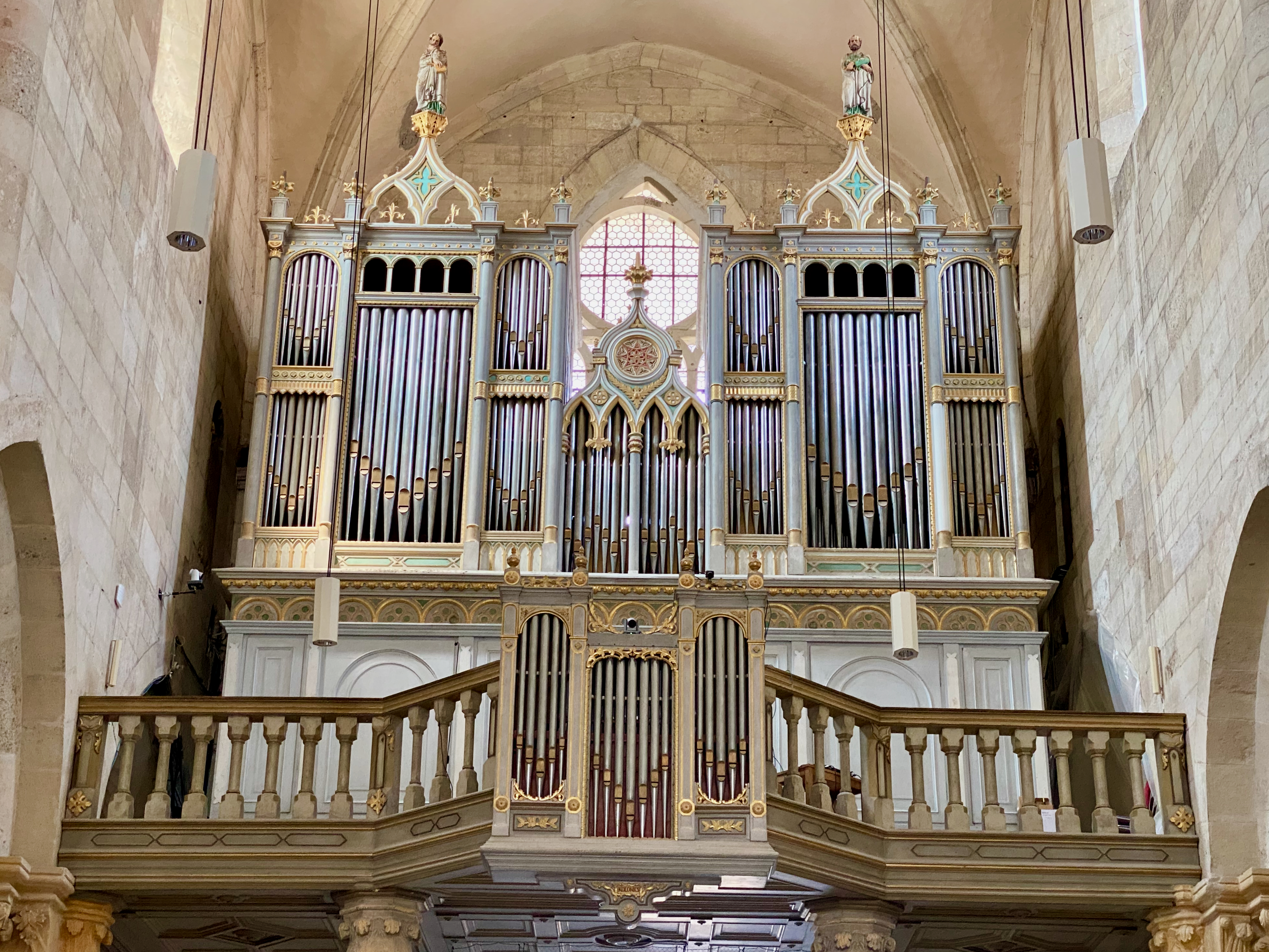
Orgue
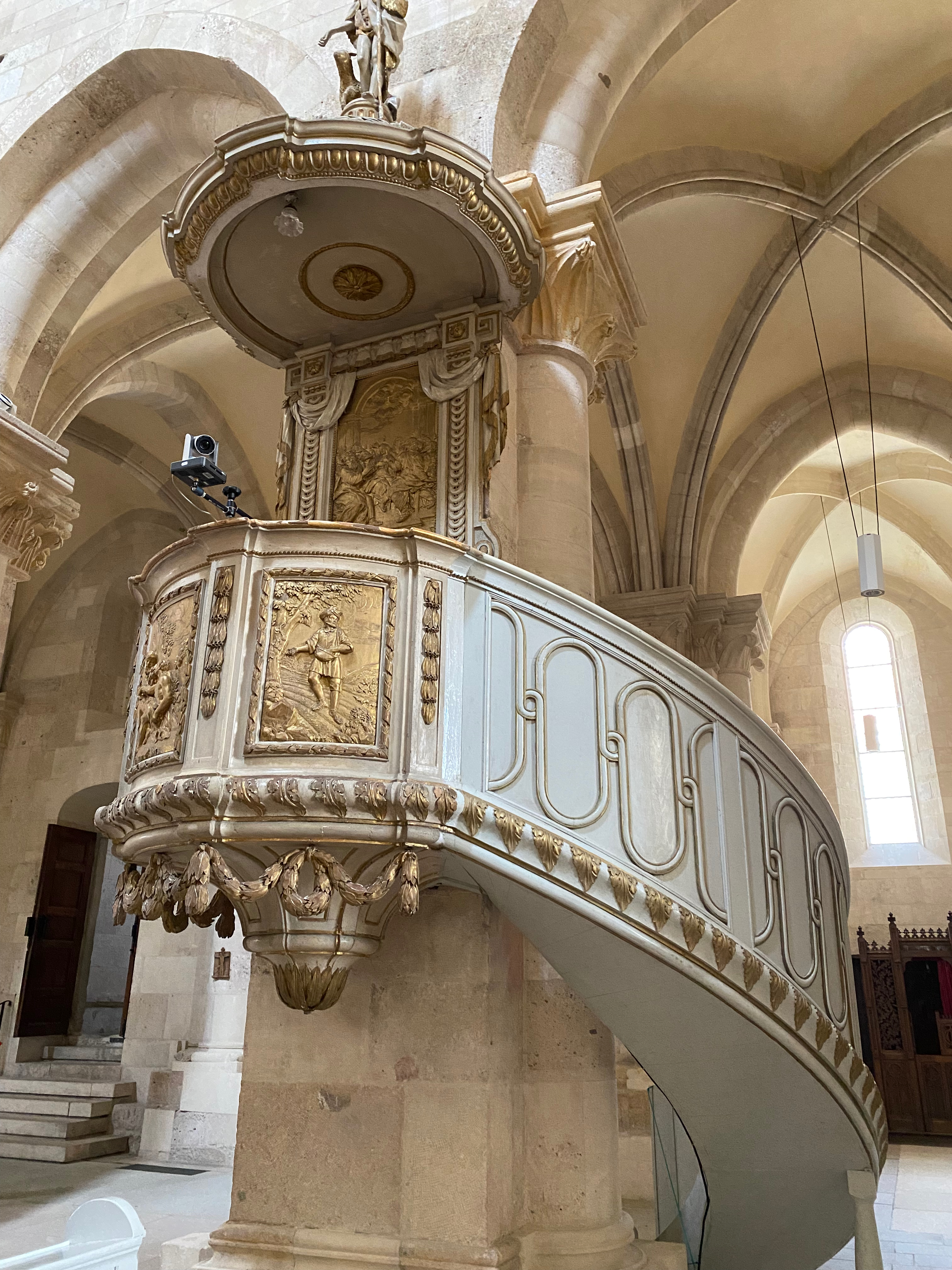
Trona